# Herb Mogielnicy
Herb Mogielnicy – symbol miasta i gminy Mogielnica w postaci herbu.

## Wygląd i symbolika
Herb przedstawia na niebieskiej tarczy fragment murów miejskich barwy czerwonej. Między murami znajduje się otwarta bramą miejska z podniesioną czarną broną i otwartymi brązowymi drzwiami. Nad broną widnieje trójkątny brązowy dach. Po prawej i lewej stronie bramy miejskiej znajdują się dwie ceglane baszty czerwonej z oknem z prześwitem niebieskim oraz zakończone dachem trójkątnym i brązowym. U dołu liczba „1317”. W głowicy umieszczony napis „MOGIELNICA” na białym tle.

## Historia

Dawny herb Mogielnicy

Najstarsze wyobrażenie herbu znajduje się na zachowanym odcisku pieczęci rady miejskiej z 1317 roku.